# Alfred Wilson
Alfred Mayo "Al" Wilson, född 31 december 1903 i Minneapolis, död 27 oktober 1989 i Vineyard Haven i Massachusetts, var en amerikansk roddare.
Wilson blev olympisk guldmedaljör i åtta med styrman vid sommarspelen 1924 i Paris.